# Sterculia

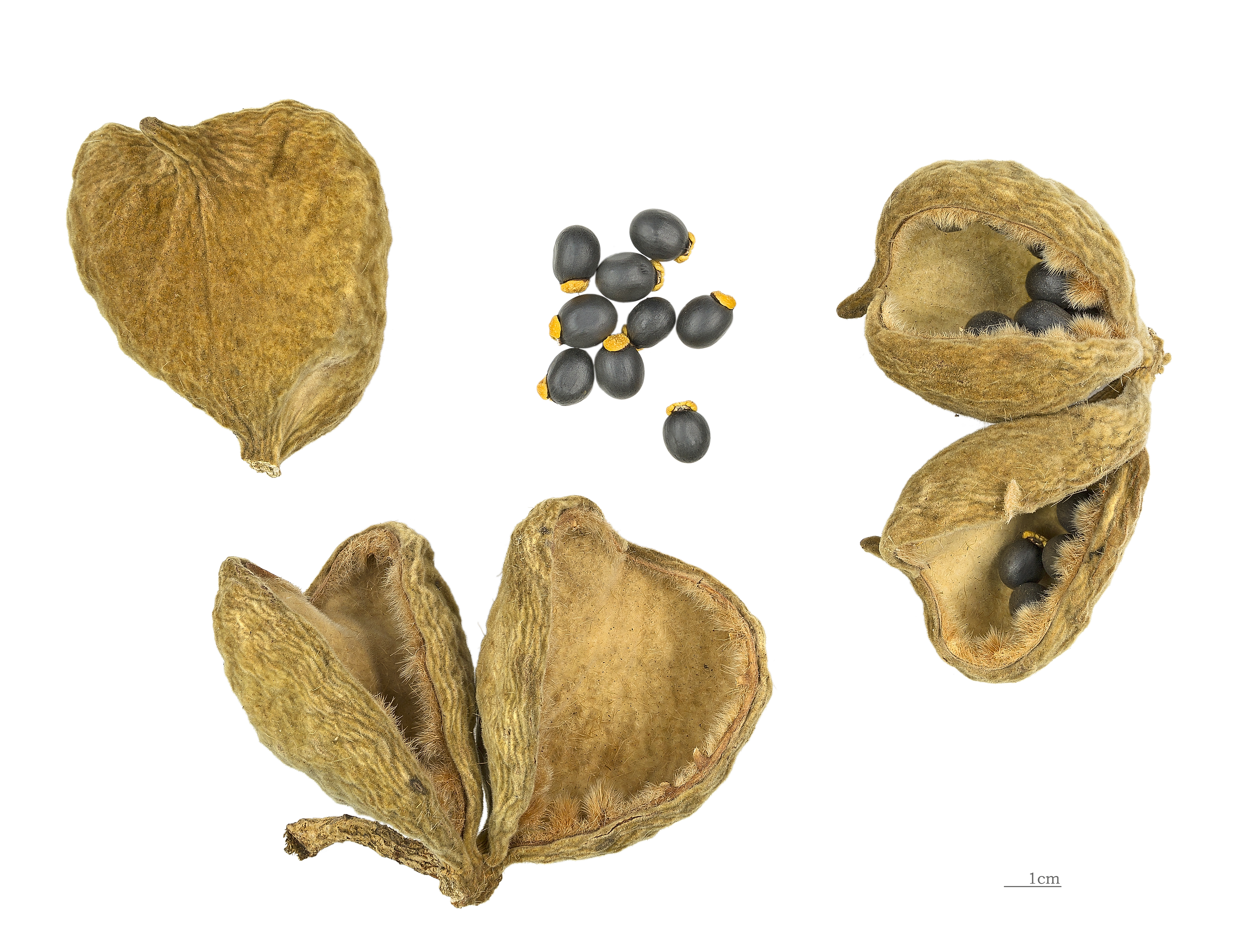
Sterculia setigera

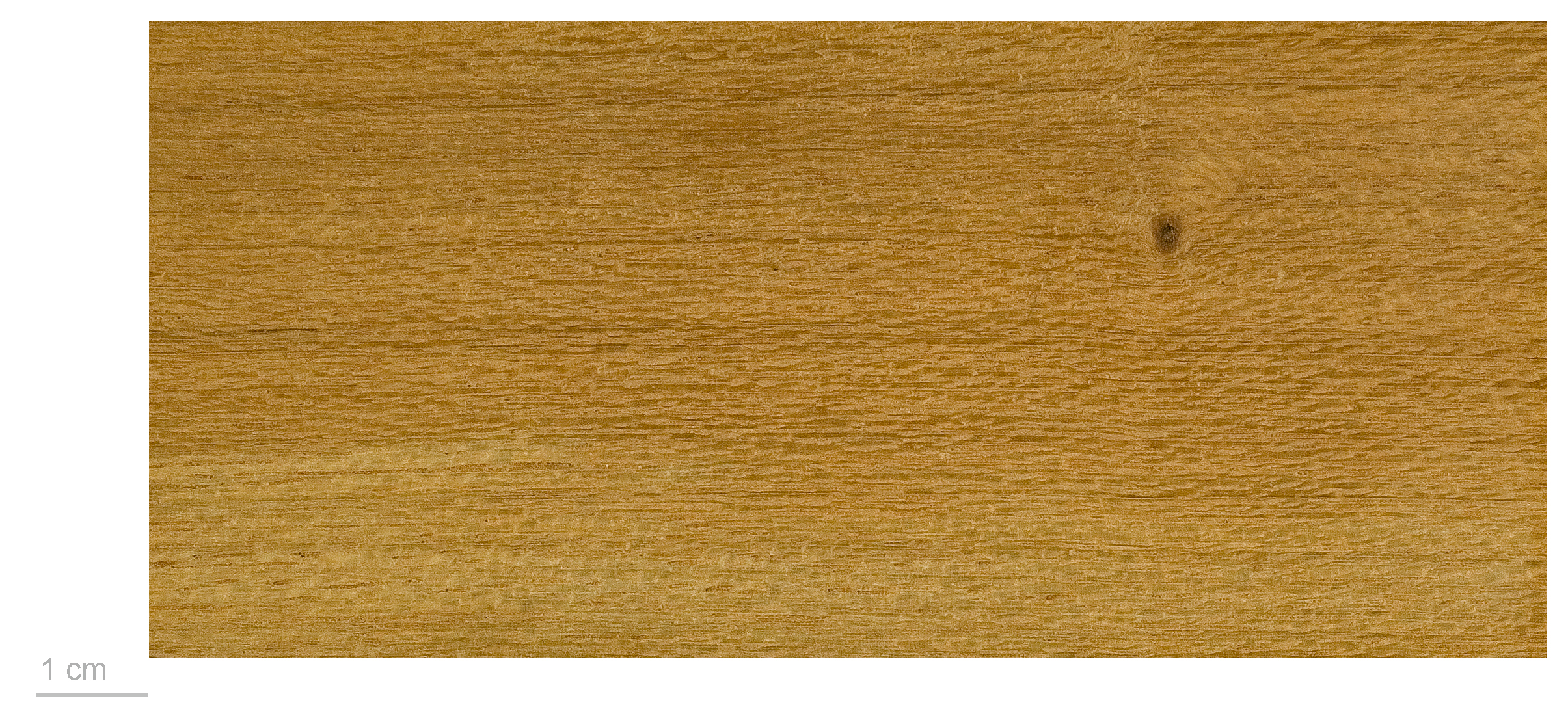
Sterculia pruriens

Sterculia es un género de plantas de la subfamilia Sterculioideae. Se les conoce como castaños tropicales.

## Descripción
Son árboles; plantas funcionalmente diclino-monoicas. Hojas simples, enteras o 3–5-lobadas o compuestas, pecioladas, agrupadas en los extremos floríferos. Inflorescencias paniculadas, laxas, multifloras, axilares o subterminales, flores estaminadas y pistiladas con apariencia de perfectas; cáliz campanulado, sépalos 5; corola ausente; androginóforo encorvado más corto que el cáliz; flor estaminada con 10–15 estambres soldados formando una cabezuela, anteras ditecas, gineceo rudimentario; flor pistilada con tubo estaminal abierto, anteras estériles, carpelos 5, estigma capitado. Plurifolículo leñoso, folículos a menudo velutinos por fuera, cubiertos de cerdas ferrugíneas por dentro; semillas 2–4.

## Ecología
Los miembros de Sterculia son el alimento de las larvas de algunas especies de Lepidopteras, incluida Bucculatrix xenaula, que come exclusivamente de este género.

## Taxonomía
El género fue descrito por Carlos Linneo y publicado en Species Plantarum 2: 1007. 1753.

## Especies
| - Sterculia africana - Sterculia alata - Sterculia alexandrii - Sterculia apetala - Sterculia balanghas L. - nato de Filipinas, nuez de Malabar. - Sterculia caribaea - Sterculia carthaginensis - Sterculia chicha - Sterculia colorata - Sterculia diversifolia - Sterculia foetida - Sterculia guerichii - Sterculia guttata - Sterculia ipomoeifolia - Sterculia lychnophora - Sterculia monosperma - nuez de Malabar - Sterculia murex - Sterculia oblongata | - Sterculia platanifolia - Sterculia quadrifida - Sterculia quinqueloba - Sterculia ramiflora - Sterculia rhinopetala - Sterculia rogersii - Sterculia rupestris - Sterculia scaphigera - Sterculia schumanniana - Sterculia tomentosa - cola de África, cola de Sudán, nuez de Sudán. - Sterculia treubii - Sterculia trichosiphon - Sterculia triphaca - Sterculia urceolata - Sterculia urens - Sterculia zastrowiana |